# Bunny Brunel
Bernard (Bunny) Brunel (Nice, 2 maart 1950) is een Amerikaans bassist van Franse afkomst.
Brunel begon op 15-jarige leeftijd contrabas te spelen en schakelde vervolgens over op fretloze basgitaar. Hij kocht in 1965 een Fender Precision Bass die hij zelf fretloos maakte.
Hij werd in 1976 in Londen ontdekt door Patrick Moraz die hem voorstelde aan Chick Corea, en heeft ook met jazz-grootheden als Herbie Hancock en Wayne Shorter gespeeld. Brunel heeft verschillende solo-albums uitgebracht en is de oprichter van de jazz fusion groep CAB. Hij is ook actief als schrijver van muziek voor televisie, en filmmuziek, en als ontwerper van muziekinstrumenten. Hij ontwierp basgitaren voor Yamaha (Yamaha BB 3000) en Carvin, en ontwierp tevens een elektrische contrabas. 

## Discografie (selectie)
- For You to Play (1994)
- Touch (1996)
- Momentum (1996)
- Brunel's LA Zoo (1998)
- LA Zoo Revisited (2005)
- Cafe Au Lait (2005)
- Dedication (2006)

Met CAB:
- Cab 1 (2000)
- Cab 2 (2001)
- Cab 4 (2003)

Met Pomeroy
- Cocoon Club (2001)